# Січко Валентина Степанівна
Валентина Степанівна Січко (дошлюбне прізвище — Серебряннікова; нар. 31 липня 1948, м. Василівка Запорізька область) — українська бандуристка, заслужений працівник культури України, Відмінник освіти України, член Національної спілки кобзарів України. Завідувачка кафедри кобзарознавства Миколаївського муніципального колегіуму імені В. Д. Чайки.

## Життєпис
Першим вчителем та наставником гри на бандурі була бандуристка з Полтавщини Лідія Афанасіївна Цикура (Артюх) — викладачка Василівської ДМШ Запорізької області, де навчалася Валентина Січко. У 1974 році закінчила Миколаївський державний педагогічний інститут за спеціальністю «Вчитель музики». З бандурою за направленням працювала вчителем музики у середній школі селища Асканія-Нова Херсонської області. У 1976 — викладач класу бандури у Миколаївському культосвітньому училищі. У 1978 в Миколаївському міському палаці піонерів заснувала єдину на Миколаївщині зразкову капелу бандуристів «Україночка» — дипломанта міжнародного молодіжного фольклорного фестивалю в Болгарії «Орбіта», якою і зараз керує її учениця. У 1991 році Січко В. С. створила хлопячий гурт «Кобзарики», який переріс у народну бузьку юнацьку капелу бандуристів «Кобзарський передзвін», лауреата Всеукраїнських фестивалів та всесвітнього форуму козацьких мистецтв. З 1992 року працює в Миколаївському муніципальному колегіумі імені В. Д. Чайки на посаді художнього керівника народної бузької юнацької капели «Кобзарський передзвін», де виявила себе кваліфікованим фахівцем та активним організатором щорічних літніх кобзарських таборів на березі Чорного моря (Рибаківка, Очаків), багаторазових подорожей по Україні, зокрема в Струсівську заслужену самодіяльну капелу бандуристів, Переяславський музей кобзарства, в Національну заслужену капелу бандуристів імені Георгія Майбороди. За створення міцного дитячого кобзарського руху та збагачення історії кобзарського мистецтва на Миколаївщині була нагороджена грамотами Міністерства освіти і науки України, Міністерства культури і мистецтв України.
Значною справою Січко В. С. є створення єдиної в Україні оригінальної за структурою та змістом школи «Кобзарська наука», яка допомагає відтворювати предківські традиції кобзарського мистецтва, виховувати любов до історії українського народу, його коріння. Як голова обласного осередку Національної спілки кобзарів України веде велику культурно-просвітницьку роботу. У 1998 та 2000 роках з її особистої ініціативи педколективом Миколаївського муніципального колегіумі імені В. Д. Чайки та Національною спілкою кобзарів України були проведені І та ІІ фестивалі кобзарського мистецтва Півдня України «Під срібний дзвін бандури», а в травні 2003 року — разом з Обласним управлінням культури і туризму І Всеукраїнський молодіжний кобзарський фестиваль «Під срібний дзвін бандур», в якому взяла участь Національна державна Заслужена капела бандуристів України. Як керівник кафедри кобзарознавства колегіуму бере активну участь у проведенні на базі ММК Всеукраїнського експерименту за темою: «Формування національної самосвідомості учнів на традиціях кобзарського мистецтва». 2006 року у складі авторського колективу педагогів |Миколаївського муніципального колегіумі імені В. Д. Чайки за велику роботу з формування національної свідомості учня на традиціях кобзарського мистецтва, високий рівень виконавської майстерності бузької юнацької капели Січко В. С. стала лауреатом обласної премії імені Миколи Аркаса за напрямком «Народна творчість і художня самодіяльність».